# Chesapeake Beach
Chesapeake Beach é uma cidade  localizada no estado americano de Maryland, no Condado de Calvert.

## Demografia
Segundo o censo americano de 2000, a sua população era de 3180 habitantes.
Em 2006, foi estimada uma população de 3479, um aumento de 299 (9.4%).

## Geografia
De acordo com o United States Census Bureau tem uma área de
7,2 km², dos quais 7,2 km² cobertos por terra e 0,0 km² cobertos por água.

## Localidades na vizinhança
O diagrama seguinte representa as localidades num raio de 12 km ao redor de Chesapeake Beach.